# Kovács Ferenc (gépészmérnök)
Kovács Ferenc Vilmos (Temesvár, 1929. november 26. –) gépészmérnök, műszaki szakíró, egyetemi tanár.

## Életútja
Szülővárosában a Piarista Gimnáziumban érettségizett (1948), mérnöki diplomát ugyanitt, a Műegyetemen szerzett (1952). Mint mérnök fél évig dolgozott az aradi Vagongyárban, majd a Műegyetemen kezdte oktatói és tudományos pályáját. Doktorált (1969), a mechanizmusok és gépelemek tanszékének professzora (1970), a gépészmérnöki kar dékánja (1976–1989) és 1979-től a Robotika Kutatócsoport vezetője, 1995 óta tanácsadó egyetemi tanár.
Már középiskolás korában cikke jelent meg a Gaudeamus című diáklapban Temesvár műszaki problémáiról. Mint a gépi és természeti mechanizmusok, a mozgásátvitel, az ipari robotok, az elektronika-technológia-szintézis kutatója és előadója a román szakfolyóiratok mellett angol, csehszlovák, német, kanadai szakfolyóiratokban tette közzé eredményeit. Multidiszciplináris újításai révén jutott el a robotszerkesztéshez; munkatársaival együtt ezzel nyerte el a Román Akadémia Traian Vuia-díját. Kutatásaiba bevonta hallgatóit, bevezetve az órarendbe is a kutatást és tervezést. A professzor kutatási területe: fogaskerekek elfáradása és rugalmas megmunkáló rendszerek. 23 könyvet, 77 tudományos cikket és 141 értekezést publikált hazai és külföldi szaklapokban, konferencia-kötetekben. 21 találmány és 62 kutatási-tervezési protokoll készítése fűződik nevéhez.
Mechanikai s az ipari, kiszolgáló és ellenőrző automatákkal foglalkozó öt egyetemi jegyzete mellett Dan Perju és George Savi társszerzőkkel közösen írt könyvet a mechanizmusok szintézisének új módszereiről (Temesvár, 1982). Egy és más ipari robotokról című ismeretterjesztő írása a temesvári Kisenciklopédia Kilátó című 1983-as évkönyvében jelent meg. Kísérleteket folytatott mesterséges érzékszervek létrehozására a gépekben (a látás és a hallás beprogramozása).
Kovács Ferenc Vilmost, a temesvári Műszaki Egyetem professzorát, a Romániai Robotikai Társaság /ARR-ROMSIR/ elnökét az 1998-1999-es év Nemzetközi Emberének nyilvánította a cambridge-i székhelyű Nemzetközi Életrajz Központ (International Biographical Center), a díjazottnak a kutatásban elért eredményei elismeréseként.